# ナタリア・シェスタコワ
ナタリア・セルゲーエヴナ・シェスタコワ（ロシア語: Наталья Сергеевна Шестакова, ラテン文字転写: Natalia Sergeevna Shestakova, 1988年10月18日 - ）は、ロシアペルミ出身の女性フィギュアスケート選手。2004年世界ジュニア選手権ペアチャンピオン。パートナーはパーヴェル・レベデフとマキシム・トランコフ。

## 経歴
ロシアのペルミに生まれ、5歳のころにスケートを始めた。当初はマキシム・トランコフとペアを組んでいたが、2003年よりパーヴェル・レベデフとペアを結成した。
ペア結成して初めてのシーズンでもあった2003-2004年シーズン、JGPソフィア杯でいきなり優勝を飾る。続くJGPスケートブレッドでは2位となりJGPファイナルへ進出。JGPファイナルでは2位となったものの、その勢いのまま初出場の世界ジュニア選手権を制した。
2004-2005年シーズンからはシニアに完全転向。ISUグランプリシリーズにも参戦し、中国杯などでは入賞するほどまでに成長したが、2005-2006年シーズンをもってペアは解散した。

## 主な戦績
| 大会/年             | 2003-04 | 2004-05 | 2005-06 |
| ------------------- | ------- | ------- | ------- |
| ロシア選手権        | 5       | 4       | 4       |
| GPエリック杯        |         |         | 5       |
| GP中国杯            |         |         | 5       |
| GPNHK杯             |         | 6       |         |
| GPロシア杯          |         | 9       |         |
| ニース杯            | 2       |         |         |
| 世界Jr.選手権       | 1       |         |         |
| JGPファイナル       | 2       |         |         |
| JGPスケートブレッド | 2       |         |         |
| JGPソフィア杯       | 1       |         |         |

### 詳細
| 2005-2006 シーズン  |                                                      |         |         |          |
| 開催日              | 大会名                                               | SP      | FP      | 結果     |
| 2005年11月17日-19日 | ISUグランプリシリーズ エリック・ボンパール杯（パリ） | 5 50.24 | 5 89.04 | 5 139.28 |
| 2005年11月3日-6日   | ISUグランプリシリーズ 中国杯（北京）                 | 6 45.88 | 5 96.24 | 5 142.12 |

| 2004-2005 シーズン  |                                            |         |         |          |
| 開催日              | 大会名                                     | SP      | FP      | 結果     |
| 2004年11月25日-28日 | ISUグランプリシリーズ ロシア杯（モスクワ） | 8 48.06 | 9 80.28 | 9 128.34 |
| 2004年11月4日-7日   | ISUグランプリシリーズ NHK杯（名古屋）      | 5 51.18 | 7 76.72 | 6 127.90 |

| 2003-2004 シーズン   |                                                      |    |    |      |
| 開催日               | 大会名                                               | SP | FP | 結果 |
| 2004年2月29日-3月7日 | 2004年世界ジュニアフィギュアスケート選手権（ハーグ） | 1  | 1  | 1    |
| 2003年12月11日-14日  | 2003/2004 ISUジュニアグランプリファイナル（マルメ）  | 2  | 2  | 2    |
| 2003年10月9日-12日   | ISUジュニアグランプリ スケートブレッド（ブレッド）   | 1  | 2  | 2    |
| 2003年10月6日-9日    | 2003年ニース杯（ニース）                             | 3  | 2  | 2    |
| 2003年9月11日-14日   | ISUジュニアグランプリ ソフィア杯（ソフィア）         | 1  | 1  | 1    |